# كيريل سوكولوف
كيريل سوكولوف (بالروسية: Соколов, Кирилл Константинович)‏ هو رسام روسي، ولد في 27 سبتمبر 1930 في موسكو في روسيا، وتوفي في 22 مايو 2004.

## وصلات خارجية
- الموقع الرسمي